# Leopold Ladislaus Pfest
Leopold Ladislaus Pfest (* 15. November 1769 in Isen bei Erding; † 3. Oktober 1816 in Gnigl, Salzburg) war ein deutsch-österreichischer Schriftsteller und Salzburger Landrichter.

## Leben
Leopold Ladislaus Pfest wurde 1769 zu Isen unweit Erding in Oberbayern geboren, wo sein Vater fürstlich Freisingscher Rat und Beamter der Herrschaft Burgrain war. Er besuchte die Schulen in Freising und studierte nach dem Tod seines Vaters an der Universität Salzburg Theologie und anschließend Jurisprudenz. Auf Einladung des damaligen Salzburger Hofkanzlers Franz Anton Ignaz Freiherr von Kürsinger und des Stadtsyndikus Loes bergab er sich in salzburgische Dienste. Er wurde 1791 Akzessist beim Stadtsyndikat in Salzburg, 1793 ebendort Anwalt, 1797 Mitterschreiber in Neumarkt sowie 1798 Oberschreiber in Mattsee. Während der französischen Besatzungszeit hatte er von 1800 bis 1801 die Leitung des Gerichts in Waging sowie ab 1802 jenes von Saalfelden im Pinzgau inne.
Bald nach der eingetretenen Regierungsveränderung wurde Pfest am 1. Januar 1804 Administrator des Pfleg- und Landgerichts Neuhaus. Am 1. Februar 1804 übernahm er auch die Administration des Pfleg- und Landgerichts in Glaneck und dann die des Berggerichts in Oberalm. Als bereits 1805 die Aufhebung des Pfleggerichts Glaneck erfolgte, wurde Pfest zum kursalzburgischen Rat und zum wirklichen Pfleger in Neuhaus im Landgerichtsbezirk Salzburg ernannt. Am 30. September 1810 kam das Kurfürstentum Salzburg an die Krone Bayern und Pfest wurde nun königlicher bairischer Landrichter in Salzburg. Als am 1. Mai 1816 Salzburg wieder an Österreich zurückfiel, avancierte Pfest zum kaiserlich österreichischen Landrichter, in welcher Eigenschaft er aber schon am 3. Oktober 1816 im Alter von knapp 47 Jahren in Gnigl bei Salzburg starb. Er wurde auf dem dortigen Friedhof bestattet.
Pfest war ein vielseitiger Schriftsteller und Mitarbeiter zahlreicher Zeitschriften, für die er besonders historische und literarhistorische Arbeiten lieferte. So verfasste er für das Salzburger Intelligenzblatt u. a. folgende Beiträge:
- Beitrag zur Gelehrtengeschichte von Salzburg über Friedrich Plank, in: Salzburger Intelligenzblatt, 1804, S. 337 ff.
- Historische Nachrichten von dem Geschlecht der Freiherren von Rehlingen, ebd. 1808, S. 415 ff.
- Dr. Johann Jakob Hartenkeil, ebd. 1808, S. 558 ff.
- Beitrag zur Literatur von Salzburg, ebd. 1810, S. 389 ff.

Auch in Grasers Archiv für Volkserziehung durch Kirche und Staat und in Hartlebens Justiz- und Polizeifama befinden sich mehrere Aufsätze von Pfest sowie Rezensionen in Vierthalers Salzburger Literaturzeitung. Als Dichter veröffentlichte er Gedichte (Salzburg 1804) und Epigramme (Wien 1811), in denen er unter oftmaliger Benutzung von Motiven der antiken Mythologie Themen aus persönlichen und überpersönlichen Bereichen abwandelte. In der von ihm edierten Anthologie Die Jahreszeiten, eine Liederlese für Freunde der Natur (Salzburg 1812), bemühte er sich, die im 18. Jahrhundert entstandene deutsche Idyllentradition mit 106 Schriftstellern von Bürger bis Wieland darzustellen. Auch sammelte er Tisch- und Trinklieder der Teutschen (2 Bde., Wien 1811), die mit einer charakteristischen Auslese von der frühen Aufklärung bis zu Goethe und Schiller einen Beitrag zur Geschichte der Geselligkeit im 18. Jahrhundert lieferte. Pfest gab ferner eine Anthologia epigrammatica latina, e poetis post renatas scientias ad nostra usque tempora claris heraus, von welcher Sammlung aber nur der erste Band (1805) erschienen ist. Gegenüber der Romantik nahm er eine gegnerische Haltung ein.